# Maimbung
Maimbung ist eine philippinische Stadtgemeinde in der Provinz Sulu. Sie hat 37.914 Einwohner (Zensus 1. August 2015).

## Geschichte
Im 19. Jahrhundert brachten chinesische Händler Waren, insbesondere auch Waffen, von Singapur und Labuan ins Sultanat von Sulu, aber auch in das Sultanat von Buayan.
Nach der Eroberung von Jolo durch die Spanier war Maimbung ab 1876 die de-facto-Hauptstadt des Sultanats von Sulu. 1886 besiegten die Spanier das Sultanat von Buayan und zerstörten den Hafen von Maimbung.

## Baranggays
Maimbung ist politisch in 27 Baranggays unterteilt.
| - Anak Jati - Bato Ugis - Bualo Lahi - Bualo Lipid - Bulabog - Duhol Kabbon - Gulangan - Ipil - Kandang - Kapok-Punggol - Kulasi - Labah - Lagasan Asibih - Lantong | - Lapa - Laud Kulasi - Laum Maimbung - Lower Tambaking - Lunggang - Matatal - Patao - Poblacion (Maimbung) - Ratag Limbon - Tabu-Bato - Tandu Patong - Tubig-Samin - Upper Tambaking |